# أهزوجة شعبية
تأثر الحياة الموسيقية في بلد ما بطبيعة ذلك البلد وتاريخه وعقائده وتراثه. فعلى سبيل المثال، الصحراء والبادية والبحر وحياة الأمم السابقه بكل تفاصيلها العميقه والغنية بكنوز من الثقافات أنتجت موروثا يمثل ويصور ويصف حياة الشعوب بشعره وألحانه ففي تكرار الألحان وامتداد بعض النغمات تعكس بامتدادها ومفاوزها ومسارات قوافلها تعكس كل المشاعر الإنسانية التي أطلقها ذلك الإنسان لحظت فرحه وحزنه وشكره وألمه بإيقاعات حيويّة وألحان مزيّنة وكلمات عذبه وبسيطه تصف بساطة الحياة وصفوها في ذلك الزمان.
تعرف الأهازيج بأنها موروث شعبي قديم ونشيد شعبي في لغة العامة من الناس ينشده القرويون في كل الشعوب
وفي مناسبات كثيرة ومتنوعة، مثل الحروب، وعند الوفاة، والاستعراض (العراضة) والأعراس، والاستقبال والتوديع ولعل الأهزوجة مأخوذة من (الهَزَج) وهو، كما يعرِّفه الفيروزأبادي في القاموس المحيط مادة (هـ-ز-ج): «الهَزَجُ، محرَّكَةً: من الأَغاني وفيه ترنُّمٌ. وقد هَزِجَ كفَرِحَ: إِذا تَغنَّى».
والهزج فن قديم عرفه العرب منذ الجاهلية ولكنهم أطلقوا عليه مسميات مختلفة. فمن ذلك ما يعرف بترقيص الأطفال، ومنه الرجز الذي كانوا يتناشدونه في الحروب، ومنه الحُداء الذي كانوا يحثون به الإبل على السير.
وفي منطقة الخليج والجزيرة العربية تطلق على الهزج مسميات مختلفة، حسب نوعها والغرض الذي تُنشد فيه. فأهازيج البحارة تُعرف بـ (النَّهْمة) بفتح وتشديد النون وإسكان الهاء، وتعني الطرب البحري، ويسمى المطرب البحري: النَّهَّام والجمع (النَّهَّأمة) بتشديد النون والهاء. «وفي اللغة النهام: الأسد بصوته، والناهم الصارخ. والظاهر من معنى النهمة أنه (الحداء)». وهناك أهازيج أخرى مثل العرضة والرزفة والشلة وغيرها كما سنبين ذلك بالتفصيل في الصفحات القادمة.
ومن الأهازيج الشعبية المعروفة باليمن ما يُعرف بـ (الزَّامل) وجمعها (زوامل). وكلمة زامل هي مرادف لكلمة أهزوجة والزوامل هي الأهازيج. قال الزمخشري: "زملت القوسُ، ولها أزْمَلٌ: صوتٌ. والسقاة يَزْمِلون، ولهم زَمَلٌ وهو الرَّجَز، وتزاملوا: تراجزوا.
قال الشاعر:
- لن يغلب النازع مادام الزَّمَلْ
- فإن أكب صامتاً فقد خمَلْ
- وسمعتُ ثقيفاً وهذيلاً يتزاملون، ويسمّونه الزَّمَل".

## الأهازيج عند العرب
عرف العرب منذ الجاهلية الأهازيج وردَّدوها في مناسبات مختلفة، وإن لم يطلقوا عليها هذا الاسم. ومن الأشعار التي كان العرب ينظمونها ويمكن أن تندرج تحت ما يعرف اليوم بالأهازيج الشعبية تلك الأشعار التي كان الآباء والأمهات يرددونها عند ترقيص أبنائهم، وتلك التي كان الرجال يرتجزونها في الحروب وأثناء ممارسة الأعمال، والحُداء الذي كانوا يغنونه للإبل لتسرع في المسير. وسنعرض لهذه الأنواع بشيء من التفصيل.

## أهازيج ترقيص الأطفال
كان الآباء والأمهات يرقصون أطفالهم وينشدون أبياتاً تنم عن حبهم لأطفالهم وأملهم في أن يروههم وقد أصبحوا كباراً وبلغوا من المكارم والفضائل ما تقر به أعين آبائهم وأمهاتهم. ومن ذلك ما يروى أن هند بنت عتبة كانت ترقص ولدها بقولها:
"لأنكحـن ببَّـه جاريـةً خَدبَّـه
مُكرمَةً مُحبَّـه تجُبُّ أهل الكعبة
أي تغلبهن حسناً". والببة: الشاب الممتلئ البدن نعمة. وقال أعرابي وهو يرقص ولده:
أحبه حبَّ الشحيحِ مالَه
قد ذاق طعم الفقر ثم نالَه
إذا أراد بذلَه بدا لَه
وكان الزبير (رضي الله عنه) يرقص ابنته أم حكيم بقوله:
ياحبذا أم الحكمْ
كأنها ريم أحـمْ
يابعلها ماذا يشمْ
ساهم فيها فَسَهمْ
وقد تتخذ الأم من ترقيص طفلها وسيلة لإيصال رسالة للزوج، كما فعلت زوجة أبي حمزة الضَّبي التي هجرها زوجها لأنها وضعت أنثى وكان يقيم عند ضرتها في البيت المجاور لها، فأخذت ترقِّص ابنتها بأبيات تعمَّدت أن يسمعها أبو حمزة وهو في طريقه إلى البيت المجاور، فحنَّنت قلبه عليها فأقبل نحوها معتذراً، حيث كانت تردِّد:
"ما لأبي حمزة لا يأتينا
يظل في البيت الذي يلينا
غضبانَ أن لا نلد البنينا
تالله ما ذلك في أيدينا
وإنما نأخذ ما أعطينا
ونحن كالأرض لزارعينا
نُنبتُ ما قد زرعوه فينا".

## أهازيج ألعاب الأطفال
عرف الأطفال العرب كغيرهم من الأطفال الألعاب التي كانوا يمارسونها في صحرائهم وبيئتهم. وارتبطت ألعاب الأطفال بالشعر الذي كان ينظمه الصغار أو ينظمه لهم الكبار معبرين به عن ألعابهم. فمن ذلك ما قاله امرؤ القيس عن لعبة (الزُّحلوقة) وهي الأرجوحة:
لمن زُحلوقةٌ زلُّ
بها العينان تنهلُّ
ينادي الآخرَ الألُّ
ألا حَلُّوا ألا حَلُّوا
ومعنى قوله: «ألا حَلُّوا»، أي خفِّفوا من عددكم، حيث كان الصبيان يجتمعون ويأخذون خشبة يضعونها على كومة رمل ويجلس على كل طرف جماعة منهم، فأي المجموعتين كانت أكثر ارتفع الطرف الثاني، فيقولون لهم: «ألا حَلُّوا» أي خفِّفوا من عددكم حتى نساويكم في العدد.
وهناك لعبة أخرى تسمى (الحَدَبْدَبى)، ويُكنى بها عن الرغبة في تجميع الصبيان للاستماع إلى قصة أو قصيدة شعر أو لبدء لعبة أخرى. ومن الأشعار التي تروى عنها:
حَدَبْدبى بَدَبْدَبى منك الآنْ
استمعوا أنشدكم يا صبيانْ

## أهازيج العمل
كانت العرب ترتجز الشعر في مناسبات متعددة، منه ما يردَّد بشكل جماعي ومنه ما يردد بشكل فردي. من ذلك مثلاً أنهم كانوا يرتجزون الأشعار ويردِّدونها عندما يعملون عملاً جماعياً وذلك لتنشيط هممهم وترويح نفوسهم من عناء العمل، خاصة عندما يكون العمل شاقاً صعباً. فمن ذلك ما روي أن المسلمين كانوا يردِّدون الأرجاز وهم يحفرون الخندق حول المدينة عندما علموا بقدوم الأحزاب لغزوهم. فقد روى الإمام البخاري في صحيحه عن البراء بن عازب (رضي الله عنه)، أنه قال:
"لما كان يوم الأحزاب، وخندق رسول الله صلى الله عليه وسلم، رأيته ينقل من تراب الخندق، حتى وارى عني الغبار جلدة بطنه، وكان كثير الشَّعر، فسمعته يرتجز بكلمات ابن رواحة، وهو ينقل من التراب يقول:
لاهُمَّ لولا أنت ما اهتدينا ولا تصدقنا ولا صلينا
فأنزلن سكينـة علينـا وثبت الأقدام إن لاقينـا
إن الألى قد بغوا علينـا وإن أرادوا فتنة أبينـا

## أراجيز الحرب
ومن أكثر المواطن التي كانوا يرتجزون فيها الشعر هو عند اللقاء في الحروب. وقد تبدأ الأراجيز مع بداية نذر الحرب، إذ تستنفر العرب أحلافها للحرب بالرجز، كقول عمرو بن سالم وهو يستنفر المسلمين لنصرتهم بعد أن نقضت قريش عهدها مع النبي (صلى الله عليه وسلم)، فجاء عمرو بن سالم وأنشد الرسول قائلاً:
- يا ربُّ إني ناشـدٌ محمـدا
- حلفَ أبيه وأبينـا الأتلـدا
- إن قريشاً نقضوك الموعدا
- وذبحونـا ركعـاً وسجـدا
- فانصر هداك الله نصراً أيِّدا
- وادعُ عبادَ الله يأتوا مـددا

وحين يتبارزون يرتجزون، ومن ذلك قول ربيعة بن مكدم:
- خل سبيل الحرة المنيعـة
- إنك لاقٍ دونهـا ربيعـة
- في كفه خطيـةٌ مطيعـة
- أولا فخذها طعنةً سريعة
- فالطعن مني في الوغى شريعة

وكانت النساء يرددن الأهازيج يحفزن بها الرجال على القتال ويستثرن حميتهم، ومن ذلك قول هند بنت عتبة والنسوة يرددن من ورائها في معركة أحد:
- ويْهاً بني عبد الدار
- ويْهاً حماةَ الأدبار
- ضرباً بكل بتَّار

وقولهن:
- نحن بناتُ طـارقْ
- نمشي على النمارقْ
- إن تقبلـوا نعانـقْ
- أو تدبروا نفـارقْ
- فراق غير وامقْ

وحين جاء الإسلام أصبحت هذه الأراجيز تُنشد لتشجيع النفس على خوض غمار القتال وتذكيرها بما أعد الله للشهداء. فمن ذلك قول جعفر بن أبي طالب (رضي الله عنه) في معركة مؤتة:
- يا حبذا الجنةُ واقترابُها
- طيِّبةٌ وبـاردٌ شرابُهـا

وقول زيد بن حارثة (رضي الله عنه) في نفس الغزوة وهو يتولى القيادة بعد استشهاد جعفر:
- أقسمتُ يا نفسُ لتنزلنَّـه
- كارهـةً أو لتطاوعـنَّـه
- ما لي أراكِ تكرهين الجنَّة

ثم قول عبد الله بن رواحة (رضي الله)، مخاطباً نفسَه حين ترددت قليلاً بعد استشهاد جعفر وزيد قبله، فأحجم قليلاً ثم أقدم، وهو يقول:
يا نفسُ إلا تُقتلي تموتـي
هذا حِمامُ الموتِ قد صُليتِ
وما تمنيتِ فقـد أعطيـتِ
إن تفعلي فعلهمـا هُديـتِ

## الحُداء
بضم الحاء أو بكسرها (الحِداء): سوق الإبل وزجرُها. وكانت العرب تغني للإبل لتستحثها على السرعة في السير، وتسمي ذلك الحُداء، وتُسمي مغني الركب حادياً والجمع حُداة. وكان لكل ركب حادٍ أو مجموعة حُداة يغنون للإبل، وكانت الإبل تطرب للحُداء وتغذ السير. ومن ذلك ما روي في السيرة أن النبي (صلى الله عليه وسلم) كان في سفر وكان حادي ركب النساء غلام يسمى أنجشة، وكان ذا صوت رخيم فأخذ أنجشة هذا يحدو وينشد فطربت الإبل وأغذَّت السير، حتى خشي النبي (صلى الله عليه وسلم) على النساء في الهوادج أن يقعن، فخاطبه عليه الصلاة والسلام قائلاً: «رويدك يا أنجشة، سوقك بالقوارير».
وكان الحُداة يرتجلون الأشعار التي تناسب المقام أحياناً. ومن ذلك ما يروى أن عبد الله بن رواحة (رضي الله عنه) كان يردِّد وهو يقود ناقة الرسول (صلى الله عليه وسلم) وهو داخل إلى مكة لأداء عمرة القضاء بعد صلح الحديبية:
- خلوا بني الكفارِ عن سبيلِه
- اليوم نضربْكم على تنزيلِه
- ضرباً يزيل الهام عن مقيلِه
- ويذهل الخليل عن خليلِه

وقد يصف الحادي ناقته، كقول أعرابي يصف ناقته التي أهزلها الظمأ وسير الليالي وسرعة الرحلة حتى صارت كالقوس:
- كأنها وقد براها الإخماسْ
- ودلَجُ الليل وهادٍ قيَّـاسْ
- شرائجُ النبعِ براها القوَّاسْ

وقد يعبر الحادي عن شوقه إلى أحبابه الذين فارقهم، ثم يخلع هذه المشاعر على ناقته فهي مثله في انفعالاتها ولكنه يكتم شوقها وهي تظهره:
- دعِ المطايا تنسِم الجنوبا
- إن لهـا لنبـأ عجيبـا
- حنينها وما اشتكت لغوبا
- يشهد أن قد فارقت حبيبا
- ما حملت إلا فتى كئيبـا
- يُسرُّ مما أعلنت نصيبـا
- لو ترك الشوقُ لنا قلوبا
- إذن لآثرنا بهـن النيبـا
- إن الغريبَ يُسعدُ الغريب

## أهازيج الحج
كانت القبائل العربية تردَّد الأهازيج وهي قادمة للحج. وكان لكل قبيلة تلبية خاصة بها، فمن ذلك مثلاً أن قبيلة عكٍّ وهي من قبائل اليمن كانت إذا خرجت للحج قدَّمت في صدر الركب غلامين أسودين ليبدآ التلبية بقولهما:
- نحن غرابا عك

فيرد عليهما الباقون:
- عكٌ إليك عانية
- عبادك اليمانية
- كيما نحج ثانية

## أهازيج الماء
كان العرب يردِّدون الأهازيج وهم يوردون إبلهم للماء، فمن ذلك قول الراجز:
- أعددت للوِرد إذا الوِرد حفزْ
- غرباً جروراً وجُلالاً خُزَخِزْ
- وماتحاً لا ينثني إذا احتجزْ
- كأن جوف جلده إذا احتفـزْ
- في كل عضو جرذين أو خُززْ

يذكر أنه أعد لإبله الآتية للشرب دلواً طويلة الحبل، وبعيراً شديداً عظيماً، وساقياً لا يتعب إذا شد إزاره على حجزته، قوي العضلات كأن عضلاته حين تنفر الجرذان واليرابيع.

## أغاني الأعراس
كانت النساء العربيات في الجاهلية يردِّدن الأهازيج ويضربن بالدُّف أثناء زفِّ العروس إلى زوجها. وقد أقر الإسلام ذلك وأباحه، فقد روت عائشة (رضي الله عنها) أنها زوَّجت إحدى قراباتها من رجل أنصاري، فسألها النَّبي (صلى الله عليه وسلم) قائلاً: "فهل بعثتم معها جارية تضرب بالدُّف وتغنِّي؟" فقالت عائشة: "تقول ماذا ؟ فقال النَّبي (صلى الله عليه وسلم) تقول:
- أتيناكـم أتينـاكـم
- فحيُّونـا نحيِّيـكـم
- لولا الذهب الأحمر
- ما حلَّـت بواديكـم
- لولا الحنطة السمراء
- ما سمنت عذاريكـم"

## أراجيز النواح
كانت النساء ينُحن على القتلى بأشعار يرتجلنها على بحر الرجز، فمن ذلك قول أم سعد بن معاذ (رضي الله عنه)، حين خرجوا بنعشه فخرجت خلفه تنوح عليه وتبكيه وتذكر مآثره وصفاته:
- ويل أم سعد سعدا
- صرامـةً وحـدّا
- وسؤدداً ومجـدا
- وفارسـاً مُعـدّا
- سًدَّ بـه مَسَـدّا
- يقدُّ هامـاً قـدّا

## أهازيج المتسولين
للمتسولين أيضاً أراجيزهم التي يستدرون بها عطف المحسنين. فمنهم من يشرح فقره وحال أسرته، ومنهم من يمدح من يتفضل عليه، كقول أحدهم:
- يا ابن الكرام والداً وولدا
- لا تحرمنَّ سائلاً تعمَّـدا
- أفقره دهرٌ عليه قد عـدا
- من بعد ما كان قديماً سيِّدا

## الأهازيج في منطقة الخليج والجزيرة العربية
إن عرب منطقة الخليج والجزيرة العربية هم امتداد لتلك القبائل العربية التي سكنت هذه المنطقة منذ العصر الجاهلي. وقد ورث عرب هذه المنطقة عن أجدادهم الكثير من الفنون والأهازيج الشعبية وتوارثوها جيلاً بعد جيل. على أن اللغة قد اختلفت بعض الشيء إذ ظهرت اللهجات المحلية وحلَّت محل اللغة العربية الفصحى، لطول العهد وتباعد الديار، فصاغ أبناء هذه المنطقة أهازيجهم بلهجاتهم المحلية وإن احتفظوا بنفس عادات وتقاليد أجدادهم الأصيلة مثل الكرم والاعتداد بالنفس والحفاظ على الشرف وعلى مكارم الأخلاق.
وقد تشابهت تلك الأهازيج الشعبية في مناطق الخليج والجزيرة العربية وإن اختلفت المسميات أو تغيرت بعض الألفاظ في الأهازيج تبعاً للهجة كل منطقة، مما يدل على وحدة وترابط أبناء هذه المنطقة وتواصلهم عبر الأحقاب.
وسنحاول في الصفحات التالية أجلاء هذا الترابط من خلال دراسة مختصرة للأهازيج الشعبية في هذه المنطقة. وسنبدأ بذكر أنماط الشعر الشعبي الذي استخدم لصوغ هذه الأهازيج، ثم نستعرض الأغراض المختلفة التي شملتها هذه الأهازيج والتي عبَّرت عن هموم ومشاعر الإنسان العربي في هذه المنطقة من الوطن العربي الكبير.

## أنماط الشعر الشعبي الذي استخدم في الأهازيج
تنوعت الأنماط الشعرية التي نظم فيها الشعراء في الخليج والجزيرة العربية أهازيجهم الشعبية وذلك تبعاً لأنواع الأهازيج ومناسباتها. وسنحاول في السطور التالية استعراض أهم وأشهر هذه الأنماط، خاصة تلك التي استخدمت في الأهازيج البحرية على وجه الخصوص.

## المواليا
يعد الموَّال من أهم أنواع الشعر الشعبي، ومن أكثر الأشكال التي تغنى بها الناس. وقد استغلت الأغنية البحرية في الخليج والجزيرة نصوص الموال وصاغت أغلب ألحانها عليه.
ويعد الموال أو المواليا برزخاً بين الفصيح والعامي، وقد استخدم في الغناء وشاع في كافة الأقطار العربية. ويقال أن أول من تكلم بهذا النوع من النظم بعض أتباع البرامكة بعد نكبتهم، فكانوا ينوحون عليهم ويكثرون من قولهم (يا مَولي) أو (يا مواليَّا)، فصار يُعرف بهذا الاسم. وقيل إن أول ما جاء من هذا الفن قولُ جارية من إماء البرامكة ترثيهم:
- يا دار أين ملوكُ الفرسْ أيـن الفـرسْ
- أين الذيـن حموهـا بالقنـا والتُـرسْ
- قالت تراهم رِمَمْ تحت الأراضي الدرسْ
- خفوتْ بعد الفصاحة ألسنتهـم خُـرسْ

وهناك من يرى أن أقدم من نطق بالموَّال هم أهل واسط زمن الحجاج بن يوسف الثقفي. وكان الموَّال في بداية نظمه معرباً اقتطعه الواسطيون من بحر البسيط وجعلوه بيتين فيه أربعة أقفال بقافية واحدة وسموا الأربعة (صوتاً). ومن أمثلته قولهم:
- يا طاعن الخيل والأبطال قد غـارت
- والمخصب الربع والأمواه قد غـارت
- هواطل السحب من كفيك قد غـارت
- والشهب مذ شاهدت أضواك قد غارت

ونلاحظ أن الشاعر قد استخدم فيه الجناس التام في كلمة (غارت) حيث جاءت بمعنى مختلف في كل شطر، وذلك حسب الترتيب: هجمت، تناقصت، من الغَيرة، خبا ضوؤها.
وفي أغاني النهمة البحرية ردد البحارة أشكالاً من المواويل رباعية وخماسية وسداسية وسباعية). وهناك أنواع من الموَّال، سنعرض لها بإيجاز.

## الزهيري
من أنواع الموَّال نوع يعرف بـ (الزهيري) نسبة إلى شخص من آل زهير، وقد ظهر الزهيري في العراق ومنها انتقل إلى دول الخليج والجزيرة العربية.
والجناس التام ميزة غالبة في الزهيري. ومن أمثلة ذلك قول النهام مناجياً أحبابه:
- فجر اللولاح يا عاذل تجلـى وطـارْ
- شِفهم جفوني ومنهم ما قضيت أوطارْ
- جسمي نحل والعقل مني تنحى وطارْ
- من يوم حادي الظعن سار لولاهـنْ
- وبظامري جاورت بحشاي لولاهـنْ
- ولولا المزعجات بليالي الشؤم لولاهنْ
- ما كان فرخ القطا عاف المنام وطارْ

وللموَّال الزهيري ثلاثة أشكال فمنه الرباعي الذي يتكون من أربعة أشطار تلتزم بوحدة اللفظ في كل قافيتين، مثل قولهم:
- وحق يا بدر تغريبـك وتغريبـي
- لا تتبع النفس تغري بك وتغري بي
- خل المقادير تجري بك وتجري بي
- وتنظر الناس تجريبـك وتجريبـي

أما الشكل الثاني فيسمى الموال الأعرج وهو مؤلف من خمس شطرات تتحد الأولى والثانية والثالثة والخامسة في قوافيها وتأتي الشطرة الرابعة من قافية مختلفة، كقول الشاعر:
- الغيث إن خص أحياناً فجودك عـام
- دوام والبحر يغرق إن بكفـك عـام
- والليث من خوف باسك سالم الأنعام
- والدهر لما شكى الحاجة أتى النيروز
- إليك في كل عام يجتـدي الأنعـام

ويسمى الشكل الثالث من الموَّال الزهيري هو (النعماني) وهو موَّال سبعاوي تتفق شطراته الثلاث الأولى لفظاً وتختلف معنى (جناس تام) وتتفق الثلاثة الثانية أيضاً في قافية (مجنسة) ويأتي الشطر السابع على نفس قافية المجموعة الأولى ويكون بمثابة القفل للموال.
وقد اعتنى شعراء الزهيري (بالرباط) وهو القفلة التي تأتي بعد الأشطار الثلاثة الثانية ويكون على وزن الأشطار الثلاثة الأولى، أكثر من اهتمامهم بشطرات الزهيرية لأنه في رأيهم الأساس والعمود الفقري لها. وخير أنواع الرباطات هو الذي يشتمل على حكمة أو قول مأثور أو خلاصة تجربة معينة، مثل هذا الزهيري:
- نوق الرجا سيّرتْ بحماك عاجلْهـا
- ومن العمل عن طريق السير عاجلها
- نبهت رشدي من عقب ماني بعاجلها
- خليتني يا زين أعجل لصوبك وآعدْ
- على جنوب المنى أحسب ليالي واعد
- عادات أهل الوفا ما يخلفون الوَعَـدْ
- الناس قالت حـلاة البـرْ عاجلهـا

فالشاعر هنا استعان بمثل مشهور وهو (خير البر عاجله) حين قال: (حلاة البر عاجلها) فجعله في الرباط. والرباط في الزهيري يشبه (الخرجة) في الموشحات الأندلسية من حيث اهتمام الشعراء به، وتضمينه حكمة أو بيتاً مشهوراً.
وتتميز لغة الزهيري بالسلاسة وسهولة الجريان على لسان القائل لصدورها عن تجربة شعورية ومواقف إنسانية صادقة مؤثرة وموحية وتزخر أيضاً بالصور البلاغية كالاستعارات والتشبيهات والجناس والتورية.

## الريحاني والمذيل
وهناك لون من الزهيري يسمى (الريحاني) أو الروحاني يحتوي على معاني خبيئة وألغاز الغرض منه اختبار الذكاء، ويقتصر تأليفه على ذوي المواهب لاحتياجه لقدرة خاصة على اختيار المصطلحات والمعاني وصياغتها لتؤدي إلى الغرض المطلوب.
وتأتي الألغاز على شكل الزهيري وشكل (المذيل) وهو شكل من أشكال الموَّال يتكون من أربع شطرات تتفق فيها الشطرة الأولى والثالثة في القافية.
ومن أمثلة الألغاز ما يعرف في الكويت (بالقطو) وجمعه (قطاوي):
أسأل أهل المدن واللي ساكنين القـرى
عن أربع بالبشـر دايـم لهـن وقـره
افتح كتاب الذكـر فـي آيتـه واقـرا
تلقى لهن آيـة فـي سـورة واحـدة
يا راسخ بالعلم أيقـن بهـم وأوحـدة
عن كل ثنتين منهن تكتفـي بواحـدة
وإن ما حصلت واحده عيشتك لا تقرى
والمعنى الذي قصده الشاعر هو العينان والأذنان).

## المويلي
وقد قام البحارة الكويتيون وبحارة بعض دول الخليج بتأليف لون من المواويل لا يتخذ شكلاً ثابتاً في الشكل والمحتوى أسموه (مويليات). وهو لون من المواويل مختلف عن الزهيري في الشكل والمحتوى ويسميه البحارة الكويتيون في بعض الأحيان (موَّال).
ويمكن تعريف المويلي بأنه «شكل من أشكال الموال تشابكت وحداته النصية فغدا أكثر تداخلاً من اللون المعروف بالزهيري الذي اتخذ شكلاً ثابتاً في الوزن ونظام القافية».
وبعضهم ينسب المويلي إلى شخص يسمى الحميدي، ويروون من ذلك قوله:
- أنا الحميدي المغني
- ربابتي فوق فنـي
- ولا علي من الناس
- ولا على الناس مني

ولكن الدكتورة حصة الرفاعي ترى أن المويلي أقدم من ذلك وأن البحارة عرفوه منذ تعرفوا ركوب البحر. والملاحظ أن المويلي يتكون من أبيات لا تجمع شطراتها في أغلب الأحيان قافية ثابتة، مثل:
- هَب الغريبي عدانـي
- والهِـم أزرى بحالـي
- راعي المورّس شعاعي
- يزهى بنقـش الـذراعِ
- نقش الوبر في كفوفـه
- أزرق وعيني تشوفه
- ليمن قبل حي شوفـه
- يقول يا حـي لقبالـه
- ليمن قبع لـي بكمّـه
- يجلي عن القلب همّـه
- يا سعد أبو من يلمّـه
- في مهمه يـا رفاقـه

والملاحظة الأخرى هي أن هناك تداخلاً في نصوص المويلي، ولعل من أسبابها، كما ترى الدكتورة حصة الرفاعي، مصاحبة الأغنية للعمل مما يجعل النَّهام يستعين بما يحفظ من نصوص في ظرف يحتاج منه إلى التذكر السريع ليحفظ التوازن بين العمل والغناء، ويضيف إليها من شعره، وكذلك بسبب تنوع الأعمال على ظهر السفينة في الصعوبة واليسر والسرعة والتريث وكل منها يستدعي نصوصاً مختلفة، كذلك «يتبادل نهمة المويلي نهامان أو أكثر، وفي الغالب لا يعلم أحدهم ما سيغني زميله الذي يسبقه في الأداء، فإذا أنشد مويلية معروفة لديه فإنه يكملها عندما يأتي دوره في الغناء أما إذا غنى مقطوعة يجهلها فإنه مضطر لإنشاد نص آخر على نفس اللحن وله حرية اختيار الكلمات».

## الشيلات
الشِّيلات جمع (شيلة) وهي شكل آخر من أشكال النظم التي عرفتها الألحان البحرية في الخليج والجزيرة العربية وتغنى بها البحارة في كافة المناسبات. والشيلة من الأغاني التي لا يمكن فصلها عن النغم، ومن الجائز أن تكون ألحاناً شعبية عرفها الوجدان الجمعي وصاغ عليها كلماته.
وتتألف (الشِّيلة) من فقرات غنائية قصيرة كان البحارة يرتجلونها ويغنونها بصورة جماعية، ولا تزيد الشِّيلة عن شطرة أو شطرتين يكررها البحارة إلى أن ينتهي العمل. وكان البحارة يتخذون من الشِّيلات وسيلة للتغلب على صعوبات العمل، فعندما تغوص قاعدة سفينتهم في الوحل (الطين) كانوا يهونون على أنفسهم مشقة العمل بغناء شيلة تصف الموقف: شوعينا غرّز بالطينة
وفي مجتمع الإمارات يطلق على الأغنية (شلَّة) وجمعها (شلاَّت) وهي عبارة عن قصيدة شعبية ذات لحن مميز يتغنى بها الأفراد كباراً وصغاراً.
وفي العراق يوجد نوع من الغناء الشعبي يشبه الشيلة يسمى (هَوسة) وفي مصر نمط قريب منها يسمى (طقطوقة).

## الجحيمية
تنظم الأهزوجة في العراق على وزن الخبب من عروض الشعر العربي وقد تزداد تفعيلة خامسة في بعض أنواعها وأحياناً بست تفعيلات. وتنقسم الأهزوجة من حيث التركيب إلى قسمين: قسم يكون مقدمة تمهيدية لها يتكون من ثلاثة أشطر والرابع القفل أو اللازمة ويتغني به الهازجون ويكررونه على إيقاع خاص. ويراد بالمقدمة إيضاح الهدف منها وزيادة في إثارة المشاعر والعواطف مثل:
- يوم الرستمية ويـوم بالريـلات
- وتشهد للعرب دوية الطائـرات
- وسن الذيب ظل مطعم لعند الشاة
- يحـسـن ونــزل مـذكـوره

والقسم الآخر يكون الأهزوجة وحدها من غير مقدمة مثل:
- يسلام المحشر بحسيجه

وأشهر الأهازيج هي المعروفة بالجحيمية نسبة إلى بني جحيم وهذه تكون طويلة وموسيقاها أكثر إيقاعاً وتنغيماً والرقص عليها أجمل، وهي أكثر إثارة وتوهجاً للمشاعر، مثل:
- من كتل الصوجر ملينه

## الأغراض التي تناولتها المواويل
تناولت المواويل خاصة التي كانت تُردَّد في أوقات السمر والراحة، تناولت العديد من الأغراض مثل المواعظ والغزل والشكوى والحكمة والرثاء.

## المواعظ
هناك الكثير من الأهازيج التي تحوي النصائح والمواعظ التي يلقيها ذوو الخبرة في الحياة على الأبناء، ويصوغونها شعراً ليسهل حفظها والتمثل بها عند الحاجة. وهي تأتي غالباً على شكل رباعيات وتصاغ صياغة شيقة في مبناها عميقة في معناها. وهي كثيرة وقد تردَّد في البحر أو في البر، وسنكتفي بنموذج واحد للتمثيل:
- إياك تشكي العسر للحاسديـن إيـاك
- ولا اتودع اسدودك من مشى ويـاك
- رابع صديق الذي وشره على وشراك
- لو صابتك نايبه باع العمر واشـراك

## الغزل
تناول شعراء الزهيري أغراضاً عديدة أهمها الغزل بنوعيه التشبيب والنسيب. ويتميز شعر الغزل بصدق معانيه وجمال أخيلته، فهو تعبير صادق عما يجيش في نفس الإنسان من مشاعر وانفعالات وقد اعتنى الشعراء في هذا المجال بإيراد صور البيان، فقوام المحبوبة كغصن البان وثغرها يضيء كالمصباح ووجهها كالبدر، ومن أمثلة ذلك قولهم:
- خشف كمـا البـان طولـه والثغـر لالـه
- والدر مـن مبسمـه يحكـي سمـت لالـه
- قلت الوصل حـل قالـت يـا فتـى لالـه
- قلت ارحمي حال شوقك قالت الرَحَم من هلي
- ودي اتبع هواك لكن أختشـي مـن هَلـي
- أنـا العفيفـة وأشابـه البـدر مِـن هلـي
- هـلـي الـكـرام مــا تـجـد لا لــه

وقولهم:
- ريم وصِفْ لـي بطـر حجومهـا لالـه
- مفهومـة الجيـل بالمبسـم سطـر لالـه
- بـروس وجناتهـا مـن الحسـن لالــه
- عفيـا عجاجيـر فـوق متونهـا تنـبـاع
- حرقت ضميـري وخلـت دمعتـي تنبـاع
- سايلت أنا يا مليـح هـذا الحسـن ينبـاع
- قالـت نبيعـه لـكـن مثلـكـم لا لــه

## الشكوى
يبرز غرض الشكوى كأهم الأغراض في الزهيري وأصدقها تعبيراً عن مشكلات البحارة وهمومهم ومتاعبهم. وقد جعلها النهام وعاء يصب فيه غضبه ويعلن فيه تذمره ورغبته في التخلص من حياة العبودية والاستغلال. وينسحب غرض الشكوى على كافة أغراض الزهيري فكل ما ينشده البحار يصدر ممتزجاً بالشكوى، حتى وهو يتناول أغراضاً أخرى مثل الغزل ومن أمثلة الشكوى:
آه علـى الدهـر يـوم انقضـى وعـداي
من يوم جندلت خصمي وأشوف درب عداي
انتم أصحابـي ولاشـك بالقلـوب عـداي
يمشون في زيكـم تخطـون درب العـدلْ
إن قـدر الله لواريكـم طـريـق الـعـدلْ
قومي العبي يا عزوتي ما دام راسي عـدلْ
وإن مت يا عزوتي خلي الطـرب لاعـداي

## الحكمة
مثال ذلك قول الشاعر:
- سلمى بالانكـار حطـت بالحديـد وسـامْ
- شنهـو كمالـك خـذت آدم ونـوح وسـامْ
- أصبر عليهـا قبـل تسقيـك مُـر وسـامْ
- واعمل بهـا زيـن قبـل مواجهـة منكـرْ
- تجزع من الموت وأنت واحـد مـن كـرْ
- أترك أهل الزيف واترك من عمـل منكـرْ
- تطوي حَبِلها وكـل النـاس فيهـا وسـامْ

## الرثاء
ونماذجه كثيرة، ومن أمثلتها:
سافر وليـف لنـا للآخـرة يـا ربْ
يا رب تغفر ذنوبه وتمحي زلته يا ربْ
عبدك المؤمن تبّـاع النبـي يـا ربْ
تجعـل مسيـرة وليـفـي بالـهـونْ
وتخف عنه العذاب وتحاسبه بالهـونْ
نرجو العفو من الله كل يـوم يهـونْ
حِنّا عبيدك ونرجي رحمتـك يـا ربْ
وهناك الهجاء ولكن نماذجه قليلة.
وكذلك تناول المويلي مختلف الأغراض كالدعاء والغزل، والوصف والهجاء.

## أنواع الأهازيج
تعددت أنواع الأهازيج الشعبية في الخليج والجزيرة العربية وتنوعت بتنوع نشاطات الإنسان وتعدد حالاته النفسية وهمومه وانفعالاته. والملاحظ أن الأهازيج الشعبية قد صاحبت الإنسان في الخليج والجزيرة العربية في مختلف أنشطته وفي معظم ساعات يومه. فهناك الأهازيج التي تردد أثناء العمل سواء العمل في البحر أم في البر. وهناك الأهازيج التي ترددها المرأة وهي تقوم بأعمال المنزل، أو وهي ترقص طفلها وتلاعبه. وللأطفال أهازيجهم التي يرددونها أثناء لعبهم، وللأعراس أهازيجها وللاحتفالات الأخرى أهازيجها، وهكذا.
وسنحاول في السطور التالية التعرف على أهم هذه الأغراض مع ذكر نماذج لها للتمثيل. ولغرض الدراسة فقد قسمنا الأهازيج الشعبية إلى قسمين هما: الأهازيج البحرية، والأهازيج البرية.

## الأهازيج البحرية
هناك العديد من الأهازيج التي يترنم بها البحارة أثناء رحلاتهم لاستخراج اللؤلؤ أو لصيد الأسماك. وتعرف هذه الأهازيج البحرية بـ (النَّهْمة) بفتح وتشديد النون وإسكان الهاء، وتعني الطرب البحري، ويسمى المطرب البحري: النَّهَّام والجمع (النَّهَّأمة) بتشديد النون والهاء.
وينقسم فن النهامة إلى ثلاثة أنواع: اليامال، والخطفة، والحدادي. يختص اليامال بالخراب وهو حبل يمسك السفينة سواء كانت راسية في البندر أم كانت في مواقع الغوص (الهير). أما الخطفة فهو النَّهمة التي تقال عند إخراج الشراع من (خِن) السفينة ورفعه إلى أعلى الدقل. وأما الحدادي فهو ما يتغنى به البحارة في أوقات الراحة للترويح عن أنفسهم ولاستعادة نشاطهم.
وتتشابه أقسام أغاني البحارة في الخليج مع أغاني البحارة في اليمن. حيث تنقسم أغاني البحارة في اليمن أيضاً إلى ثلاثة أنواع كل نوع يختلف عن الآخر من حيث النغم والمضمون.
النوع الأول هو أغاني العمل أي الاستعداد بشباك الصيد ولوازمه، ويهدف هذا النوع إلى تنشيط البحارة ورفع همتهم في العمل، وتكون هذه الأغاني في الغالب فردية وقد تكون جماعية إذا كانوا يشتركون في عمل واحد. وهذا يشبه اليامال.
النوع الثاني هي الأهازيج التي يغنيها البحارة أثناء الإبحار والتجديف ورحلة الذهاب إلى الصيد والعودة منه، وهذه تشبه الخطفة. ولها أنواع متعددة فهناك أغنية للتجديف يبدأها بقوله (هي لله شي) ثم يتلو أحدهم أبياتاً مسجعة تناسب النغم. وعندما يتوجه إلى داخل البحر يبدأ بقوله (هيله لقدوم) وإذا تعمقوا في غب البحر كانت لهم أغنية يبدأونها بقولهم (هيلي بانوش)، وحين يبدأون رحلة العودة يبدأون أغنيتهم بقولهم (هيلي عالبر)، وعند وصولهم بالسلامة يغنون أغنية (سوبان) وهي أغنية الحمد والشكر على سلامة الوصول، ثم أغنية التجلوب وهي للاستقبال بالأحضان، منها ما يردده البحارة مثل قولهم:
- يـا قريـب الـفـرج يــا قـريـبْ
- يالله مـع الصابـريـن يــا قـريـبْ

ومنها ما يردِّدنه النساء مع أطفالهن وهم يستقبلون البحارة بعد عودتهم من رحلة الصيد:
- حيَّا ومرحيب بالهادف ومن هو حضـرْ
- رجال مثل النِّمارة مـا تهـاب الخطـرْ

أما النوع الثالث فهو أغاني المساء أو السهرات والفرح، خاصة عندما يغنمون مغنماً بحرياً طيباً سواء كان من السمك أم غير ذلك. وهذه تشبه ما يسمى في الخليج بالحدادي ومن أمثلة ما يرددونه في هذه السهرات قولهم:
- بي جرح يا ناس لكـن للعـدا موريـش
- أضحك وأسلس ومن داخل سلى ما فيش
- وعز الأصحاب شاف الجرح راح هاربْ
- طلبت منه الدواء قال لي: كان ما فيـش

ومنها ما يتسم بالنصائح، مثل قولهم:
- إن تشـا تصاحـب صاحـب ريالـك
- وأهلك، لا ما عنـدك ريـالات، ملّـوك
- والنـاس لـو تضحـك ريــا لــك
- ريالك، ولو كنت فاضي فقـط، ملّـوك

وهذا المعنى متكرر في أهازيج الخليج، ففي الإمارات مثلاً، يقولون:
- دوَّرت في الخِلاَّن ما ريـتْ
- ما ريتْ صديق غير الفلوسْ
- يعزِّن قدرك وين ما ييـتْ
- تضحك لو ماميش نامـوسْ

## أهازيج الخطفة
والخطفة هي عندما يخطف الشراع ويبحر نحو الغبيب بعيداً عن اليابسة فيتوارى عن الأنظار شيئاً فشيئاً. وهنا يردد الصبيان والفتيات الذين وقفوا على الشاطئ يودعونهم ببعض الأهازيج، كقولهم:
- خطف بالشراعين
- شوعيك يالحجـي
- خطف بالشراعين
- حصباه أم ألفيـن
- عسـاك تفلكـهـا
- حصباه أم ألفيـن
- خطف بالحديـدي
- شوعيك يالحجـي
- في اعصير جديدي
- عسـاك تفلكـهـا

بينما يردِّد البحارة بعض الأهازيج أثناء الخطفة، مثل قولهم في الكويت:
- يالله يالله يالله
- قـلـنــا يالله
- هولو يا سيـدي
- هولو يا فزعة الله

ومن أهازيج الخطفة في البحرين قولهم:
- إيه يـا مـال يـا سـلامْ
- هـيـلــي يـــــوه
- يا سلام ربي سهل يا سلامْ
- هـيـلــي يـــــوه
- سهل لنا يا سلام هيبـا لله
- هـيـلــي يـــــوه

وقولهم عند رفع الشراع:
- يالله يالله يالله
- يالله يالله يالله
- من يوم رجعوا عمامي
- جفت عيوني منامـي
- عطشان والقلب ضامي
- من شافني قال: لحُّولْ

وهذه أهزوجة تردد أثناء التجديف:
- كثر صلاتي وبـادي
- على شفيـع العبـادي
- وشفاعتك يـا محمـد
- يوم الحشر يا سنـادي
- يوم الحشر يا شفيعـي
- ذخري وغاية مـرادي
- يا غايتي يا هل الدين
- حنا ضعاف مساكيـن
- مولاي نظرتك بالعين
- توفـي ديـون علينـا

وتدور حول رحلة الصيد بعض الأغنيات الخفيفة، غايتها الترفيه والمتعة وكسر رتابة الحياة. يعتمد معظمها على الارتجال والألحان الخفيفة الجماعية، فهم يرددون أثناء الانتقال بالسفينة:
- بقارتنا يالحمـره
- تمشي بلا سكان
- يا نوخذاها القطوه
- يا يزوها الفيران

## أهازيج الحدادي
ومن أمثلة الأهازيج التي يرددونها في السمر وأوقات الراحة، هذا الموَّال:
إجمال صبري على دار الحبيب ابراك
ومن المدامع عيوني ترسن أبراك
يا أريش العين عيني بالدجى تبراك
والله لعصي جميع الناس واطيعك
واحرم القوت وقوتي بين أصابيعك
وان ردتني لك ولف يا حلة الأبراك

## أهازيج الشونة
هناك أهازيج يردِّدها الأطفال وهم يشاهدون آباءهم يصلحون السفن على اليابسة أو يطلون النصف الأسفل من السفينة (الغاطس) وهو ما يسمى (بالخن)، وتسمى عملية الطلاء هذه (الشُّونة)، وتطلى السفن عادة بخليط من (الصِّل) وهو شحم الحوت والنورة وأصباغ ذات لون أخضر أو أزرق أو أبيض. ومن هذه الأهازيج:
يدفوها على السِّيفْ تيرّ
المياديفْ لا تطوّل عليهم يأثّر عليهم   
أم الحنايا يدفوها على السِّيفْ
كلها اصبيان تيرّ المياديفْ
يا نوخذاهم لا تطوّل عليهم
خوفة البحر بارد يأثّر عليهم

## مواوويل الفراق
ومن الأهازيج تلك التي اعتاد البحارة أن يودعوا بها أهاليهم وأحباءهم الذين خرجوا لوداعهم على الشاطئ وهم في رحلتهم إلى الغوص، ومن ذلك قولهم:
شدّن بسفن لهن قطعن بحـور وسِكَـن
ما لوم من مثلي مفتون مـا لـه سَكَـن
يا صاح راعي الهوى لولا بهن ما سكن
أعض كفي ندم واصفق براحـه وكـف
كم دوب اكف النفس ما عن هواهن اكف
تجري دموعي لهن فوق الصفايح وكف
أشوف حبي لهن بين الضمايـر سِكَـن

## أهازيج مبادئ الغوص
هناك أهازيج كثيرة حول الغوص حفظها التراث الخليجي، بعضها قيلت بصيغ الدعاء بأن يحفظهم الله من شرور البحر وتقلبات الطقس وأن يوفقهم للرزق الوفير وأن يعودوا سالمين لأهاليهم. وبعضها أراجيز تحدد مسارات النجوم واتجاه الريح وبعضها لتحديد المواقع وإثبات الطرق والمسافات، وممن اشتهر بها الملاح أحمد بن ماجد.
ومن أمثلة الأهازيج التي تحدد المواقع والطرق:
- يا عبرتي من (مكـلا)
- واسند على (خورفكان)
- وتجيك سبع الجزايـر
- بالحل لولا عفـر لـه
- ولا محـا الله ذنوبـه
- لولا الكريم ما مشينـا
- ولا مشـت قايميـنـا
- ولا ركـبنا المطـايـا
- قبـر النبـي زايرينـا
- الكـل صلـى وسلـم
- بذكـر محمـد نبينـا
- ومعادلـة رأس هنيـام
- أم الفيـاريـن قــدام
- خلوا المـزر للرباعـه
- يا عيال دنوا شراعه

## أهازيج الضَّغوة
الضَّغوة هي إحدى طرق صيد الأسماك خاصة العُوم (السردين) التي تصطاد أسرابها بالأطنان، ويسمى الصيادون الذين يصطادونها (الضغاية)، ولهم أهازيجهم الشعبية التي يرددونها أثناء الصيد، فمن ذلك قولهم:
- هيلي يالله هيلي يالله هيلي يالله
- هيلـي رامـس أنـا بخيـر
- هيلي وجيت الصبح متنكري
- هيلي ساهي يعملـوا فكـري
- هيـلـي لا فــاد زيـنـي

## الحدوة البحرية
الحدوة أوالعرضة هي امتداد للعرضة الحربية التي تقام في البر. وتمارس هذه العرضة عادة قبل دخول السفينة للميناء بنحو ثلاثة أيام. وتختلف عن العرضة البرية اختلافاً كلياً في الضربات الإيقاعية المعروفة في العرضة البرية وتتشابه معها في طريقة الصفوف وتبادل الأشعار. وعندما يبدأ الضرب نجد السفن الراسية في الميناء ترفع أعلامها تحية لمقدم السفينة القادمة. وتعبر هذه الرقصة عن الفرحة بسلامة الوصول وهي في نفس الوقت تعريف بجنسية السفينة، فتقوم السفن التي تنتمي لجنسيتها برفع أعلامها تحية لها. وتعد العرضة البحرية بالنسبة للبحارة خاتمة المطاف عند انتقالهم من ميناء لآخر. ومن الأهازيج التي تقال في هذه العرضة:
- يالله ياللي ما نبى غيرك مدد
- إنك تعاونا على اللي عايليـن
- جونا على غره وجيناهم هدد
- واللي حضر منا يسد الغايبين
- يا لابتي محـد يخليهـا لحـد
- إلا بضرب يودع الجاسي يلين
- أهل البيارق طرحوهم بالعمد
- لين أشهب البارود رد الأولين

## الآه هلّه
وهو من الأهازيج المتعارف عليها في الإمارات العربية المتحدة. وهو فن يؤدى مثلما تؤدى العيالة أو العرضة، ولكن بدون آلات موسيقية مصاحبة له. ويجتمع فيه المؤدون على شكل فريقين وهم جلوس على الأرض وكل فريق يؤدي شطره ثم يرد عليه الفريق الآخر بصوت رخيم ذي إيقاع شجي هو قولهم (آها لله)، ومثال ذلك قولهم:
- قلبي تعلـق شـي ليـواد
- لي في البلد ما ريت شرواه
- يا رب تجعل البحـر جـد
- با زور خلي ويـن بلقـاه

## الأهازيج البرية
هناك العديد من الأهازيج التي تُردَّد في البر، منها ما ينشد في الأعراس والمناسبات السعيدة ومنها ما يردِّده العمَّال والمزارعون أثناء القيام بأعمالهم، ومنها ما يردده الأطفال أثناء لعبهم.

## الأهازيج الوطنية
هناك الكثير من الأهازيج التي تعبر عن حب الوطن، والاعتزاز به والدفاع عنه. وعادة ما يخاطب الوطن بصيغة (يا دار)، والشاعر في هذه الحالة لا يخاطب الدار التي يسكنها بل يخاطب الوطن ككل، ومن ذلك قول الشاعر (134):
يا دار اللي زانها العـزّ الشريـفْ  أولاد وايـل من قديـم اركونهـا
دار تعز اللي تنصاهـا امخيـفْ  يامن بها الخاليف بظل احصونهـا
ذي داركم يا بو حمد دار الضعيفْ  يعتاش فيهـا والكـرم ماعونهـا
ومن الأهازيح الوطنية في العراق ما قيل في معركة (جسر السوبر) ضد الاحتلال البريطاني (135):
بي خير أو يجثر عسكر أوريـلات
اسواريه اوبياده أوفـوك طيـارات
ابعزم الله أو عزم حيدر أبو الحملات
بتـوزيـع وطــروح الشـيـلـه
ومعناها: فليكثر الإنجليز من جيوشهم المشاة والفرسان ويزيدوا من قاطراتهم وطائراتهم وليزجوا في المعركة بكل قواهم، فإننا معتمدون على الله والحق وسنوزع هذه القوى حصصاً بيننا ونقضي بها عليهم.

## العرضة الحربية
تختلف العرضة من مكان لآخر في الجزيرة العربية ولكنها تتوحد في الخليج العربي، فقد كان القوم يجتمعون حول البيرق المركوز ومن حوله صفان من الرجال غير محددي العدد، وكل منهم يحمل دفاً كل مقابل الآخر، ويتوسطهم ضارب الطبل، وأحياناً يكونان اثنين أو ثلاثة أو أربعة، ورجل منشد الشعر، يقول بيتاً فيكرره عليهم فينشد الصف الأول بالصدر ويجيب الصف المقابل بالعجز، وهكذا يضربون الطبل والدفوف ويلوحون بالسيوف أو البنادق وبعضهم بالعصي حتى تنتهي القصيدة فيأخذون قسطاً من الراحة ثم يعودون مرة أخرى للإنشاد، وتسمى الفرقة (العِدَّة) أو (الطقاقة). ومن أمثلة الأشعار التي تردد في العرضة الحربية قول الشاعر:
قال منه بدى زين اللحن شلّـه
يعجب اللي خفق بالطار ضرَّأبه
كم خيل تنسف بالرَّسـن تلّـه
لا عجبها صليب الصوت ندابـه
اختلط عجَّهـا بالهـي مشتلّـه
شب نار الحرايب من تمعنى به
(فيصل) ابن الإمام ربنا جلّـه
عمر الديـن والكفـار حرابـه
والكفر لا له مديـن ولا قلِّـه
كـود نـار توقـد زاد لهابـه
راكب فوق حرنٍ يبـرِّد الفلِّـه
ما يداني نتوش الرجل بجنابـه

## الزوامل
من الأهازيج الشعبية المشهورة في اليمن ما يعرف بالزامل وجمعه زوامل. وكلمة زامل هي مرادف لكلمة أهزوجة والزوامل هي الأهازيج. وكانت هذه الزوامل تردَّد أكثر ما تردَّد في مجال التفاخر بين القبائل عندما تلتقي حيث يفخر شعراء كل قبيلة بأمجادها ومفاخرها، وتعيَّر القبيلة الأخرى بما يغمز من قناتها. وعادة ما يلقي الشاعر (البدّاع) أبياته ويكرِّرها حتى يحفظها الجمهور فيردِّدها من بعده في صوت جهوري. وتُنشد الزوامل أيضاً في الأعراس للترحيب بالعروسين والضيوف، ومن ذلك قولهم:
يا مرحباً واهلا وسهـلاً
بالضيف ذي جانا عنيِّـه
فيرد الوافدون التحية:
دام السرور يا سيد لعراسْ
جينا لكم بالعين والـراسْ

## الرَّزفة
يعتبر فن الرَّزيف من أبرز الفنون الخليجية وهو أحد أشكال الشعر النبطي الخاص بالرجال حيث يقفون في صفَّين متقابلين بزِّيهم التقليدي المتوارث والجيوب المحشوة بالرصاص في الحزام الملتف حول الوسط يتدلى منه الخنجر يلوحون بأيديهم بالعصي الخيزرانية ويميل الصف متلاحماً ناحية اليمين مرة وناحية اليسار مرة أخرى على حركات إيقاعية يصاحبها إطلاق الأعيرة النارية ويبدأ الصف الأول بالإنشاد ليكرره الصف الثاني وهكذا.
ويؤدى الرَّزيف على الخصوص في أعراس البدو أو عند استقبال سمو الحاكم أو أحد الشيوخ ترحيباً به وتكريماً له كما يؤدى طيلة أيام الأعراس. ومن موضوعات الرَّزيف التفاخر مثل:
ولـد اللاشـي يـوم التقيـنـا
خاف من ضرب المشوق يصيبه
والمشي جمعه لجمعـه زهينـا
ثارن مشحون اللظـا بنصليبـه
اطمحـي المعليلـن التراضـي
بنت صياد النشامـه يصـادي
ويقوم الفتية أيضاً بترديد الرَّزفة عند الأعراس مقلِّدين الكبار، ويردِّدون:
مركب الاسات ما يانـا
لي عليه الوصف يطرونه
يلخضـر حبـك تبلانـا
ما جفانا العذر من دونه

## العيَّالة
العيَّآلة بفتح العين وتشديد الياء وفتحها، من الرقصات الشعبية المعروفة في الإمارات العربية المتحدة، وقد يكون لفظ العيَّآلة محرفاً من لفظ (العجَّآلة) وربما تكون سُمِّيت بذلك للتعجيل باستثارة الهمم لملاقاة العدو ونزاله. وتُعرف العيَّآلة في بقية دول الخليج باسم العَرضة. وهناك العرضة البحرية أو العيَّآلة البحرية، ويعبِّر شعب الخليج عن تقديره للعيَّآلة فيصفها بأنها (الرقصة الشريفة) أي لا يؤديها إلا العرب الخلص الشرفاء. وتتضمن المدح للحاكم مثل:
- شيخنا (مجتوم) والي  عهدنا
- مرحبا الجمهور من طيبه أحسنه
- وادعوا يا  لابتي  له  بالهنا
- عرسه المشهور في غاية مناه
- كل  أيام  العرس  عيد  لنا
- وترفع الأعلام والبندق  معاه

## الأهل أو الأهلَّة
بفتح الهاء وسكون اللام أو تشديد اللام مع فتحها (الأهلة) من الفنون الخاصة ببادية الإمارات، ومؤدوها هم نفس مؤدوا العيَّآلة وهم أصلاً من البدو، وقديما عرفت باسم (الهاهله) وهي أحد اشكال الشعر النبطي. ولا تتناول إلا غرض الغزل، ومن أمثلتها:
- يا مركبا بين الجزاير وطارح أهله
- ينسف بحر ويتوح من لحماله أهله
- والحب خلاني دريج وطايح أهله
- شِروا الدقل لمقطعات احباله أهله

## المالد
المالد أو المولد ويؤدى في شتَّى المناسبات الدينية مثل مناسبة المولد النبوي وأحياناً ليلة السابع والعشرين من رجب وليلة النصف من شعبان، ويؤدى في المناسبات الاجتماعية مثل الأعراس وأحيانا في ختان الأطفال ومن القصائد التي يكثر أداؤها في المالد قصيدة البردة للبوصيري ونهجها لشوقي.

## الدان أو الميدان
أصل فن الدان والميدان من عمان، ومنها انتقل إلى بقية دول الخليج، ومن أغراضه الغزل:
- لين كنت دايم
- شغلني حبيبي نايم
- والقلب هايم
- على من ريته نايم
- زين العلايم
- قلبه الشجي هايم

## الهابَّان
بفتح الهاء وتشديد الباء مع فتحها، وهو فن فارسي الأصل عرفته منطقة الخليج عن طريق القبائل العربية الأصل التي كانت لها بقايا تقطن منطقة الساحل الشرقي للخليج وهي الآن تابعة لإيران. هذه الرقصة تجمع الرقص والغناء حيث تُكوِّن مجموعتا النساء والرجال صفين متقابلين كل منهما مواجه الآخر فيغني أحد الرجال مطلع إحدى الأغاني فيلتقط عازف الهابَّان الكلام من المغني ويبدأ بعزف المقدمة الخاصة بالأغنية التي ذكر المغني مطلعها ويستمر العزف ثم تُدق الطبول على حسب لحن الهابَّان ويبدأ الرجال بغناء الأغنية ويبدأ الرقص الجماعي حيث تشارك النساء في الرقص دون الغناء. ومن أمثلة الأهازيج التي تردد فيها:
- بنيـه شوقتـنـي
- وأنما فوق المسيله
- عليها ثوب لاحمر
- والقايـة جـديـده
- ضروسها حب لولو
- وعيونها مستديـره
- بدعي عليج يا قطر
- دعوه من البـاري
- وسيـر يـا ليـل
- خلـنـي بـنـام
- يا سايرن للشـرج
- هات لي بذر لومي
- با زرعه في انخل
- وما بين لصرومي

## الليوا
الليوا فن أفريقي بكل ملامحه وأهازيجه وإيقاعاته وصل مع السلاسات الأفريقية التي نزحت من الساحل الشرقي لأفريقية. يجمع بين الرقص والغناء ونصوصه كلها باللغة السواحلية إلا عبارات قليلة مثل مدح الحاكم أو العبارات الدينية مثل (لا إله إلا الله)، ومن أمثلة الأهازيج التي تردد فيه:
- هوه ليوا سفري
- موجه كوينـده
- جومبـي ليـوا
- جومبـي ليـوا
- المسـلـم الله
- لا إلـه إلا الله
- يا ممباسه

ومعناها: سر يا حبيبي وسافر في أمان الله.

## فن النُّوبان
فن النُّوبان من الفنون الوافدة التي امتزجت بالفنون المحلية، ويسمى كذلك نسبة إلى أصله الإفريقي لانتمائه إلى القبائل التي هاجرت من إقليم النوبة واستوطنت ضفاف الخليج ويسمى أيضا الطنبورة. ويجمع بين الغناء والرقص الجماعيين مثل الليوا ويتميز باشتراك العنصر النسائي في أداءه عكس الليوا. يتكون من ثلاث مجموعات، مجموعة النساء، ومجموعة الرجال وهم المؤدون للغناء والرقص، ومجموعة العازفين.
أما الأغراض التي تتناولها تلك الأهازيج فهي متنوعة مثل النزعة الدينية والدعاء ونزعة التمرد على العبودية والاعتزاز بوطنهم والغزل والحديث عن الجن. ومن أمثلة أهازيج نزعة التمرد على العبودية:
- أمـي لا تبكيـن عـلـي
- ترى الموت مكتوب بجبيني
- حــســيــبــي الله
- علـى مــن شـارنـي

## أهازيج العمل
هناك أهازيج يرددها العمال وهم يمارسون أعمالهم لكي يحفِّزوا أنفسهم على النشاط والهمَّة. ولكل مهنة أهازيجها الخاصة، فللفلاحين أهازيجهم ولعمال البناء والنجارين أهازيجهم. ولكي لا نطيل في النماذج نكتفي ببيت شعري مشهور يردِّده النجارون في اليمن:
- يا مرِّوح ضواك الليل والشمس غابتْ
- عاد نحنا طربنا والمناشير طابـتْ

وحيث أن العمَّال عامة يبدأون أعمالهم في الصباح الباكر فإن الكثير من هذه الأهازيج تؤكد على هذا المعنى وأن العامل قد سبق الطيور في تبكيره، وهو معنى قديم طرقه امرؤ القيس في معلقته حين قال:
- وقد أغتدي والطير في وُكُناتها
- بمنجردٍ قيـدِ الأوابـدِ هيكـلِ

وتؤكد هذه الأهازيج أيضاً على أهمية البكور وما فيه من بركة، عملاً بالحديث الشريف "بورك لأمتي في بكورها. فمن ذلك قولهم:
- يـا صبـاح الرِّضـا
- شرقت يا سيد الأحبابْ
- جيت قبـل الغـرابْ
- والطل جامد وشي ذابْ
- البُكر هـي صـوابْ
- ماشي على الباب بوابْ

## أغاني الزراعة
هناك الكثير من الأهازيج التي تردد عند القيام بأعمال الزراعة المختلفة من شق التربة وبذر البذور، وسقيها من البئر، ومواسم الحصاد وغيرها. ولن نتعرض لها كلها في هذه العجالة وإنما سنكتفي ببعض الأمثلة. فمن ذلك الأهازيج التي تحدد مواسم الزراعة حسب النجوم وتحديد موعد زراعة كل صنف. وأشهر الأهازيج في اليمن تلك القصيدة التي صاغها المزارع المشهور سعد السِّويني الذي عاش في القرن التاسع الهجري، وظلَّ المزارعون يردِّدونها من بعده حتى وقت قريب:
- إن كنت تبغي الحرث يا ابن يعشوتْ
- شتـاك بالبلـدة وبُـرَّك الـحـوتْ
- الحـرث عَـزَّر بالعيـال عِــزَّارْ
- قد يوخـذ النِشـرة ويأخـذ الـدارْ
- البُرّ مـن تعفـره وانـت مرتـابْ
- خايف من الحلّـه وجمـع لسبـابْ

ومن هذه الأهازيج أيضاً تلك القصيدة التي حوت أنواع التمور في حضرموت وبينت فضيلة كل نوع منها، وقد نظمها الشاعر عبد الرحمن بن شهاب الدين في القرن الثالث عشر الهجري (التاسع عشر الميلادي)، ومطلعها يعدد فضائل النخل عموماً:
- يا رب نسألك يـا بـارْ
- تحفظ لنا الرَّبع والـدارْ
- وانزل لنا الغيث مدرارْ
- واسق الحماري مع الزارْ
- ماشي كما التمر في الدارْ
- النخل أجناس لـه جـمْ
- ما حـد لتعدادهـا تـمْ
- عمِّه وقد خيرهـا عـمْ
- عن النبي جات أخبـارْ
- ماشي كما التمر في الدارْ
- طيِّب ثمرهـا وحالـي
- شِبه العسل في المثـالِ
- التمر يـا خيـر مالـي
- وشجرته خيرة اشجـارْ
- ماشي كما التمر في الدارْ

## أهازيج التغرودة
أشتقت كلمة التغرودة من التغريد، وعادة ما يستخدم هذا الفن في البادية حين يقوم شخصان أو ثلاثة بالبحث عن مطية ضائعة فيمتطون ركابهم ويبدأون بالتغريد لتخب الركاب أي تسرع في إثر الضائع كما تغنى التغرودة في الأعراس. وهي بهذا تشبه الحُداء المعروف عند العرب منذ القديم وهي الأهازيج التي يردِّدها الأعرابي وهو يقود جمله في الفلوات ليحثَّه على السير. ويسمى في بعض دول الخليج بركض الجمال أو ركض الركاب. وفي اليمن يطلق عليه الحُداء، ومن أمثلة ذلك قولهم:
- يا ذا الجمل قل لي وين جمَّالك
- تسحب خطامك ونَّك بلا جمَّالْ

وقولهم عندما تضع الجمال حملها:
- والعـيـس يــا حمَّالـهـا
- مـا نـا عبـيـد إلا لـهـا
- مَحْلـى شــدود احبالـهـا
- لمَّــا تـحـط احـمالـهـا
- كم من ولد جمَّالها

## أهازيج القنص
اهتم أهل الخليج والجزيرة العربية منذ القدم بصيد البر أو القنص كما يسمى، إذ عادة ما يطلق لفظ الصيد في الخليج والجزيرة على صيد البحر، بينما يطلق القنص على صيد البر. على أن طرق القنص تختلف من منطقة لأخرى. ففي حين اشتهر أهل حضرموت (جنوب الجزيرة العربية) -حيث تكثر الجبال- بصيد الغزلان والوعول، بواسطة الشباك والأسلحة النارية، نرى أهل الخليج يستخدمون الصقور في القنص ويصطادون الحبارى والطيور.
وما زال أهل حضرموت يمارسون هواية القنص حتى الآن. وهم يتفاخرون بالقنص ويعيِّرون الذين لا يمارسونه. فمن ذلك قولهم يعيِّرون أهل مدينة (الغُرَف) لأن بلدتهم مفتوحة لا جبال فيها لترعى فيها الوعول والظباء:
- قال بـدّاع القوافـي
- خابروا من لا عِرِفْ
- مِِن خلقنا ما سمعنـا
- زفْ عند أهل الغُرفْ

وكانت رحلة الصيد تستغرق خمسة أيام، ولكل يوم عاداته وطقوسه. وقد شرح شاعرهم المعلم عبد الحق هذه الطقوس في قصيدة يتغنى بها القنَّاصة. وسنكتفي بإيراد قوله في وصف اليوم الخامس وهو يوم عودتهم من القنص، وهو ما يعرف (بالزَّف)، حين يزّفون الوعل أو الظبي الذي اصطادوه وهم يردِّدون الأهازيج فرحاً وطرباً. وفي ذلك يقول المعلم عبد الحق:
- ويوم الزَّف أوجاهـكم سمحا رضيّـه
- وعبد الحق ما راد من قولـه جزيّـه
- سوى المطلوب عَطْوه من المولى غبيه
- يجمِّلكم ويعطي العرب رحمـه هنيـه

وعادة ما تبدأ أهازيج القنص بعبارة (بني مغراه) وهي في الأصل السلسلة أو قطعة الجلد التي تربط في رقبة كلب الصيد، ثم أصبحت تطلق على أرباب كلاب الصيد. ومن تلك الأهازيج قول المعلم عبد الحق:
- بني مغراه زال الغَلَس والشوش والهمْ
- تنسَّم خاطري يوم شفت الوعل لَبْهـمْ
- كبير العار لي منـه الخاطـر تنسَّـمْ
- وجابوا به عوادي كما الغلـو الملجَّـمْ
- نهار الزَّف غنى لهم قانـي الموشـمْ
- صغير السن حيطه من أهل السب والنمْ

## أهازيج المهوداه
وهي الأناشيد التي تغنيها الأم لأطفالها خلال النوم خاصة في الليل لكي يستمتع بنوم عميق. وكان أبناء الخليج يصنعون لأبنائهم سريراً من جريد النخل يسمونه (المَنَزّ)، يُعلَّق في وسط الغرفة بحبال من جهاته الأربع ويُغطى بقطعة قماش بحيث يصبح على شكل خيمة. ومن هذه الأهازيج، قولهم:
- حبيّب ما تعشـى
- كل صافي محشى
- كل سولي وسوليه
- وكل منين شعريه
- وشرب بغله حنينيه
- وكله مـا تعشـى

وفي الإمارات تهدهد الأم طفلها لينام بقولها:
- يـا النـوم يـا النـوم
- هـيــلا عـلـيــه
- يـــوِّد عـيـونــه
- وهـــوِّس عـلـيـه
- الله الله يـا المـنـادي
- محمد ساكـن الـوادي
- لا مـايــن ولا زادي
- محمد شفيـع العبـادي
- محمـد زيـن كـلـه
- مولود في ضحى الإثنين

وفي اليمن تهدهد الأم طفلها لينام بقولها:
ألا ارقد يا بني رقدة السلامة
وجـاريــه خــدامــه
تبكـر بــك المعـلامـه
بـالـعـز والحـشـامـه
ومن الأهازيج التي ترددها الأمهات في الإمارات، معبرة بها عن حبها الشديد لابنها:
- حبيتك حب المـال والأهـل والغنـى
- حب الضنى مـا حـال دونـه دون
- حبيتك حـب يدعـى الملـح سكـر
- ويدعى عسى عويدات الثمام قـرون
- حبيـتـك لــو تحبـنـي كـثـرة
- جـان مـن كثـرة بـداك يـنـون
- وحبيتك يا وليدي حب داخلن مستداخل
- ومغزرلـه مــا تــراه عـيـون

ومن الأهازيج التي تردِّدها الأمهات للبنت دعاء لها بالزواج والذرية:
يا رب سلِّـم بنتـي
وايزهـا الحبنتـي
واتعرِّس وامها حيَّه
واتييب اصبي وابنيه
ومن الأهازيج التي تقال للولد معبَّرة عن شوقه لأبيه وانتظاره لعودته ليقفز إليه معانقاً له:
يمشي ويرن بحجيلـه –واحليلـه
يرقب أبوه يجـي لـه- واحليلـه
ايجي وعلى صدره ايشيله- واحليله
ومن الأهازيج التي تردِّدها الأمهات والتي تعبِّر عن نظرة المجتمع الذكورية للأطفال وتفضيلهم على الإناث نظراً لاعتماد الآباء عليهم في العمل:
- يـوم قالـوا لـي بنيَّـه
- ظلَّـم البـيـت علـيَّـه
- وانبحتـنـي جلبـتـيَّـه
- واحجرتـنـي يارتـيـَّه
- ويوم قالـوا لـي غـلام
- فـز قلبـي ثـم جــام
- ليـت الطلقـه ثــلاث
- رمضان واشهير ولي حداه

وتقول بعض الأمهات تمدح ابنها وابنتها بدون تفريق بينهم:
- واني إفدا بتِّـي وأزيـد
- با صاهر به كم من جيد
- يربـط خيلـه للعرقـه
- ويقـول يــا عـمـه
- وانـي إفـدي لابنـي
- وانــي إفــدا لــه
- والعـافـيـه  لـــه
- تبتـاع وتشتـرى  لـ

## أهازيج الصباح
وهي أهازيج تردِّدها الأم في الصباح لطفلها سواء كان في (المنز) أم في (الحوش) أو وهي ترضعه أو تطعمه، ومن أمثلتها (:
- صـبـاح  الـسـرور
- وعـطـار  يـــدور
- ومقيـبـس البـخـور
- علـى راسـك  يـدور
- صبـاحـك الـسـتـر
- أو برنـيـة عـطــر
- صبـاحـك الأمـــر
- وإلـك طـول  العمـر
- صباحك ستـر  حالـك
- ودامت لـك  ارجالـك
- الله يسلـم لـك  أبيـك
- ويسلم عمـك  وخالـك
- صباحك مـن  غبشـه
- وماي الـورد في غرشه
- ولك من الـورد حشـه
- وتفرش إليـك الفرشـه

وفي الإمارات تدعو الأم لابنتها وترجو لها الخير على مدار اليوم من طلوعه حتى أفول شمسه:
- صباحك بألـف  مهـره
- ما بين جمَّـال وراعـي
- انتـي علـى الصـفـره
- وأخوج يدور مراعي
- صبـاحـك  بالـهـلـه
- لا مـرض ولا  عـلـه
- صـبــاح  بالـتـمـم
- وبربكـات  الغـنـم
- تصاهـريـن  الخـيـل
- وتـنـاديـن الـخــدم

## أهزوجة الرحى
هناك بعض الأهازيج التي كانت المرأة ترددها أثناء قيامها بأعمال المنزل مثل الطحن بالرحى، فمن ذلك قول إحداهن:
- طِحني طحينـي
- يا رحيَّيتي دوري
- حِنِّـي  حنينـي
- يا رحيَّت الأجواد
- طِحني طحينـي
- طِحني طحينـي
- طِحنـي هميمـه
- يا رحيَّت الأجواد
- طِحنـي هميمـه
- يا رحيَّت الأجواد
- راحت  الثلجيـه
- مـادوم هـلـك
- راحت  الثلجيـه
- مـادوم هـلـك

## أهازيج الأعراس
للأعراس وطقوسها أهازيج خاصة يرددها المحتفلون. ولكل يوم من أيام العرس أهازيجه الخاصة. ومن الأهازيج التي يرددها الرجال في الإمارات في الأعراس، قولهم:
- معرسكم يبغي رماسي
- عصرية الليل  ماسي
- ذكروني كاني ناسـي
- بالهـوى واشطحيتـه

ومن الأهازيج التي تصف محاسن العروسة، قولهم:
- جاكتن تذكـر الأوطـان
- وعندكم شاعت  طواريها
- غضتن والعود  رويانـي
- والشاب اللـي يزاغيهـا
- ما تحق يصور نسيانـي
- جانـه بمـال  نشريهـا
- يا خليفه يتـك  لامثالـي
- ومن حداك الريد سمحاني

## أهازيج التسليمة
من أهازيج الأعراس في البحرين، تلك التي تردد أثناء سير النساء إلى بيت المخطوبة حاملات المهر، وهو ما يعرف بموكب (التسليمة):
- لو ما دلالك ما عنينا لـك
- وصبي غاوي وانتقيناه لك)
- لو ما دلالك مـا  تعنينـا
- ولا خطبنـاك ولا جينـا

وبعد أن يسلمن المهر إلى والدة المخطوبة، يغنين بأغاني مختلفة، مثل قولهن:
- بيتـنـا دجــه  وليـوانـي
- حوشنـا للخـيـل  ميـدانـي
- جيت للمعرس وهـو  متجـي
- ويحل دسماله على الصيرفـي
- ويقول (يا زهره) ويش تشتهين
- هذا المشجر عليش مو  غالـي
- جيب لهـا يـا رجـل بقـاره
- بقـارة أبـو حسيـن سيـاره

## الخيبعان
ومن الأهازيج التي تردَّد في الأعراس في اليمن ما يُعرف (بالخيبعان) وهي قصائد تقال في تعديد محاسن العروس وأهلها، ومن ذلك قولهم:
- أبدي بعالم كل مـا سـرْ
- عالم بغيبي ومـا اظهـرْ
- والمصطفى اللي به أشهرْ
- هاجس معي جاء ما تعذَّرْ
- طرح قوالـه علـي  ذرْ
- في عيطلي باهي اسمـرْ
- جعده حبيشي  مدغشـرْ
- والخشم في الوجه  منظرْ
- والعنـق بالتبـر يزهـرْ
- والطرف والعين يسحـرْ
- أبوش يا خيـر  متجـرْ
- نجَّاه ربـي مـن الشـرْ
- ذا حظهـا مـا  تعسَّـرْ
- واخوانها الغيـث لعـذرْ
- ومـن يسقيـه يظـفـرْ
- لبيـك يابَـه إذا  ازتـرْ

## الجلوات
والخيبعان يشبه إلى حد كبير ما يعرف في البحرين (بالجلوات) التي تردَّد أثناء (التجليسة) وهي الحفلة التي تعقد للعروس عصر اليوم السابق للزفاف. وتردَّد هذه الجلوات مع قراءة المولد النبوي، وربما لذلك يغلب على كلماتها صبغة الفصيح، وإن كانت لا تخضع لقواعد النحو، ومن أمثلة الجلوات قولهم، في مدح محاسن العروس:
- أهلاً وسهلاً يا غـزالْ
- يا من تربي في الدلالْ
- يا من لها رأس عجيبْ
- يطوى كما طي الحبالْ
- يا من لها خصر نحيلْ
- تفديه روحي والعيـالْ
- يا من لها طرفٌ كحيلْ
- والوجه منها كالهـلالْ
- يا من لها ردفٌ ثقيـلْ
- يرتج من تحت الغلالْ
- والخد كالورد الرطيبْ
- والثدي كالرمـان دالْ

## أهازيج الهيل
الهيل من البهارات الطيبة التي يحرص أهل الخليج على استعمالها في القهوة وفي أغراض متعددة. وتتداول كلمة الهيل بشكل كبير في الأدب الشعبي، حيث ترد في أهازيح البحر وفي أهازيج الأعراس، حيث تشبه بها العروس، وأنها غالية كغلاء الهيل وطيبة الرائحة كالهيل، ومن هذه الأهازيج التي تردد في الأعراس وفيها ذكر الهيل، قولهم:
- يالهـيـل  يالهيـلـه
- على من يقرض الهيله
- بنتـنـا  اصغـيـره
- وتقدر علـى  العيلـه
- يالهـيـل  يالهيـلـه
- على من يقرض الهيله
- تـقـدر  تـسـافـر
- غبيب الهند في  ليلـه
- يالهـيـل  يالهيـلـه
- على من يقرض  الهيله
- تـقـدر  اتـخـيـط
- اثياب العروس في ليله
- يالهـيـل  يالهيـلـه
- على من يقرض  الهيله
- تـقـدر بـتـفـرش
- فرش العروس في ليله
- يالهـيـل  يالهيـلـه
- على من يقرض  الهيله
- تـقــدر تـطـبـخ
- طبخ العروس في ليله

## أهازيج الحنَّاء
ارتبط الحنّاء في الخليج بالمناسبات السعيدة كالأعياد والأعراس. وقد تكرر ذكر الحنّاء في الأهازيج الشعبية تعبيراً عن حبِّهم له واهتمامهم به. فمن ذلك قولهم في وصف الحناء على كف العروس:
- بالمسك والعود بنعجن الحنه
- حنو عروستنـا  يمحلاهـا
- كل الحبايب الليلـه بتتحنـا
- وهذي الفرحة اللي نتمناهـا
- النقش بالايد يا محلا  حنتها
- عيونها سود يا محلا وجنتها
- سود وتلاقى مثـل حنتهـا
- حنـا الليلـه مـن حـنـاه

وقولهم في وصف خضاب العروس:
- اخضاب العرايـس محـلاه
- محـلاه مـا فـي شـرواه
- نقـش الجميـل  بمعـنـاه
- زاهـي يلمـع  بالكفـيـن
- ورد الجنـايـن  خــلاب
- من ريحتـه وهـو جـذاب
- ينـادي كـل  الأحـبـاب
- صيروا مثلـي متخضبيـن

ومن الأهازيج التي تقال عند خضاب العروس بالحناء في البحرين:
- يالهـيـل  يالهـيـل
- يالهـيـل  يالهـيـل
- يا من شعـر راسهـا
- يسحب إلـى  الذيـل
- نـادوا  الخضـابـه
- نادوا الـخـضـابـه
- تجي تخضب العروس
- فـي أظلـم اللـيـل
- نــادوا  الحنـايـة
- نــادوا  الحنـايـة
- تجي تحني العـروس
- فـي أظلـم اللـيـل
- نــادوا المشـاطـه
- نادوا المشاطة

## حنا العريس
ولا يقتصر الحنّاء على النساء فقط بل يستخدمه الرجال أيضاً، حيث تطلى أقدام العريس في اليمن بالحناء ومن حوله فرقة الطرب والأهل والأصدقاء، يغنون ويرقصون، ومن أمثلة هذه الأغاني التي تردَّد عند الحنّاء قولهم:
- يا ورق حنّا يا مليـحْ
- مِن بغى الحِنّا يستريحْ
- غلب ما يحني حنّوا له
- صغيّر فني حنّوا لـه

## أهزوجة التنصورة
ويتغنى الأطفال في اليمن بأهزوجة (التنصورة) بعد رقصة الحناء للعريس وفيها يقولون وهم يرقصون ويطبلون:
- عريسنا ياسين عليه
- رب السماء  يحميه
- ولِّ لــك هــك
- ولِّ لــك هــك

## أهازيج ختم القرآن
يتجمع الأطفال بهذه المناسبة في الفريج مع المطوع مرتدين أجمل ملابسهم، احتفالاً بالطالب الذي ختم القرآن، ويدورون به في البلدة وكأنه عريس ليلة زفَّته، وهم ينشدون (التجاويد) أي التواشيح الدينية. وعند عودتهم من جولتهم داخل البلدة وتوجههم لبيت الشاب يرددون الأهازيج، مثل قولهم:
- بندر الكوس الله  هدانـا
- بندر الكوس سكر  غدانا

## أهازيج حق الليلة
يتجمهر الأطفال داخل الفريج ويبدأون بالطرق على أبواب المنازل يطلبون «من حق الله» الحلاوة بمناسبة ليلة النصف من شعبان، فرحين مبتهجين وهم يرددون:
- اعطونا الله  يهديكم
- بيت مكه  يوديكـم
- اعطونا من حق الله
- ولا منذبح عبد  الله
- عطونا حق الليلـه
- ولا بنذبـح عييلـه

وفي حال حصولهم على هذه الحلويات، يرددون:
- قــدام بيتـكـم وادي
- والخيـر كلـه  ينـادي

وإذا لم يحصلوا على شيء يرددون:
- قـدام بيتكـم  عنزكـم
- قرونـهـا  بروسـكـم
- دبه متينه راحت عـدن
- تاكل حلاوه وتشرب لبن
- جـدام بيتكـم  طاسـه
- وعيونكـم  محتـاسـه

## أهزوجة الختماة
وتسمى أهازيج حق الليلة في اليمن أهزوجة الختماة، وهي أغنية يغنيها الأطفال حين يطرقون أبواب الأسر التي رزقت بأطفال جدد، فيقفون على عتبة باب أهل المولود بفرح ويغنون:
- هاتوا الختـامِ الجديـده
- ولاّ كسرنـا  الحديـده
- هاتـوه ولا بـانـروحْ
- هاتوه من فوق السطوحْ
- حبايب حلقـي  شحَّـبْ
- بغـا حــق سـكَّـرْ

فيعطونهم الحلويات وينصرف الأطفال. وقولهم: (ولاّ كسرنا الحديدة) هو تهديد لأهل المنزل إذا لم يعطوهم الحلوى أن يكسروا بوابتهم الحديدية، وهذا يشبه قولهم في الإمارات (ولاّ ذبحنا عييله).

## أهازيج صفر
اعتاد الأطفال في الخليج قديماً الاحتفال بانقضاء شهر صفر، حيث يقومون في آخر يوم من شهر صفر بحرق شجيرات (القضقاض) على شاطئ البحر وهم يردِّدون بعض الأهازيج، كقولهم:
- واصفيـروه صـفـر
- طلع من لحضار وطفر

## أهازيج ربيع الأول
وإذا دخل شهر ربيع الأول يردد الأطفال في العراق:
- راح صفر جانه ربيع
- يار سول الله
- عدنه تمر كمنه نبيع
- يا رسول  الله

## أهازيج رمضان
هناك بعض الأهازيج التي يرددها الأطفال عند الغروب في رمضان فرحاً بانقضاء يوم الصيام، ومن ذلك قولهم:
- أذن يا مؤذن تـرى الصيـام جاعـوا
- وكان منت مأذن جاك العمى في ساعه

## أهازيج الكسوف
عندما تنكسف الشمس أو ينخسف القمر يردِّد الأطفال في العراق أهازيج ليبعدوا عنه (الحوتة) التي يعتقدون أنها ابتلعته، فيرتقون إلى السطوح ويهرولون في الأزقة وهم يرددون:
- يا حوته يا منحوته
- هدي كمرنه الغالي
- وانجان ما  تهدينه
- اضربج  بسجينـه

## أهازيج المحرول
كان الأطفال قديماً يطوفون بالأحياء الشعبية وهم يحملون صبياً معوقاً يضعونه في إناء من الخوص يسمى (الزنبيل)، ويسمى هذا الصبي المعاق (المحرول) أو (المحرقل)، وهو الكسيح الذي لا يستطيع المشي. والهدف من التطواف به هو إدخال السرور على نفس هذا الصبي وجعله يشاركهم ألعابهم، وعادة ما يردِّدون بعض الأهازيج وهم يطوفون به، مثل قولهم إذا وقفوا على أبواب أحد الموسرين:
- عطـوا لمكسّـح شـي
- حتـى يقـوم  يمشـي
- عطوه حبيبة  جريـش
- حتى يتنقز في  العريش
- عطـوه حبيبـة شكـر
- حتى يمشي ويقولوا كبر

وقد يذهبون به إلى البحر ليستحم، وهم يرددون:
- جسّـوم  يالمحـرقـلْ
- مشى اليـوم واتعرقـلْ
- جـسّـوم  يالمكـسّـحْ
- راح البحـر يتسـبـحْ
- جسـّوم  يالمحـرقـلْ
- وقف لو قعـد متوقـلْ

وشبيه بذلك ما يفعل في العراق إذا تأخر الطفل عن المشي، حيث يوضع في طبق مصنوع من سعف النخيل ويردد الجالسون حوله بعض الأهازيج مع التصفيق، مثل قولهم: 
- حطوك بالطبك شي
- خلو المكرم  يمشي

## أهازيج المطر
لسقوط زخات المطر فرحة عظيمة في نفوس أهل الخليج، خاصة أن مواسمه قليلة، فهم يستبشرون عند هطول الأمطار بالخير والنماء والبركة، ولهذا فهو يسمونه (الرَّحمة) ويتبادلون التحية عند هطول الغيث بقولهم (مبروك عليكم الرَّحمة). وللأطفال فرحهم الخاص بالمطر حيث يخرجون من بيوتهم بعد توقف المطر ويلعبون بماء المطر ويخوضون فيه وقد يستحمّون فيه إذا كان غزيراً. وعادة ما يردِّدون بعض الأهازيج التي تعبِّر عن فرحهم وسرورهم بهذا المطر، فمن ذلك قولهم:
- زيـده وارحـم عبـيـده
- طـــاح  الـمـطــر
- على بيت حجـي  مطـر

وقولهم، في إشارة إلى بيوتهم الطينية التي كثيراً ما تتأثر بالمطر إذا كان غزيراً:
- طـق يـا مطـر  طـق
- بـيـتـنـا  يــديــد
- مـرزامـنـا  حـديــد
- طـق يـا مطـر  طـق
- طـق يـا مطـر  طـق

وفي الإمارات يردد الأطفال:
- طاح المطـر مـن الله
- وكسر بيـت عبـد الله
- طاح المطر من فـوق
- وكسر بيت بن طـوق
- طاح المطر  برعـوده
- وكسر بيت  مسعـوده
- طاح المطر في الوادي
- وتباشرت به  بـلادي
- زيد زيد يا مطر زيـد
- زيد يا رب ارحم العبيد

وفي اليمن يردد الأطفال أهازيج مشابهه، مثل قولهم:
- مطر مطر جات من فوق
- علـى دكاكيـن السـوق
- مطر مطر جات من جده
- علـى دكاكيـن  السـده
- يا مطـر صبـي  لبـن
- سيدي عبد الله دخل عدن
- يا مطيره صبي  صبـي
- سيدي عبد الله دخل بمبي

## أهزوجة التغفورة
وهي أهزوجة يتغنى بها الأطفال في اليمن عند الميت لمدة ثلاثة أيام ويوزع عليهم بعدها النعنع والصُنبرة والحنظل (أي الحب) ثم ينصرفون:
- غـفـر الله  لــه
- غـفـر الله  لــه
- ويا له مية الف جنه
- غـفـر الله  لــه
- وسكن حلاله  الجنه
- غـفـر الله  لــه
- تدخل عظامه الجنه
- غـفـر الله  لــه
- ويا له برود الجنـه
- غـفـر الله  لــه

## أهازيج البنات
هناك أهازيج تردِّدها الفتيات الصغيرات في اليمن وهنّ يلعبن، من ذلك قول إحداهن تقول وهي متذمرة من وضعها وتنادي أحد بحارة صور قائلة:
- صوري تعَـلْ  شلنـي
- صوري اهلي ما بغوني
- صوري قرِّب  الهوري
- صوري بيسـه وأردي

أي اعطني بيسة وأردي (وهما عملتان هنديتان كانتا تستعملان في الجنوب العربي والخليج) وخذني.
وفي الإمارات تردِّد الفتيات الأهزوجة التالية:
- عيال عمي سبعه
- خلوني بنتجي
- نجيت  بو  طاجيه
- بو يوخه ما  رضي
- زامط علي بخشمه
- يا خشمه اليوحره
- خشمي طويل وغاوي
- شفته في المنظره
- حياة الله يباني يسلم العشرة

وفي البحرين تردِّد الفتيات أهزوجة شبيهة ولكن مع وجود بعض الألفاظ المكشوفة:
- أولاد عمي  سبعـه
- خلوني بـا انتقـي
- نقيت منهم  واحـد
- والثاني ما رضـي
- ركبني على سريره
- عطانـي بنجـري
- عطاني ثوب وطاقه
- ومشمـر  الـزري
- على الله يا  هملـي
- محمـد  وعـلـي

## أهازيج الأرجوحة
من الأهازيج المختصَّة بالفتيات أهازيج الأرجوحة، وتسمى في مناطق الخليج (المَرْيَحانة). وتعد المريحانة من وسائل الترفيه عند الفتيات وتحظى بإقبال كبير خاصة في مناسبة الأعياد، حيث تنصب في أماكن كثيرة وأحياناً في البيوت وعادة ما تردِّد الفتيات بعض الأهازيج أثناء لعبهن بالمريحانة. فمن ذلك قولهن:
- أمي يمّـي يـا مايـه
- راعـي البحـر ما بـاه
- أبـا ولـيـد عـمـي
- بـخـنـجـره  وارداه
- قابض خطام  الصفـرا
- ومـلـوح  بعـصـاه
- عـصـاه  الـفـراره
- والخاتـم فـي يمـنـاه
- اندوك عصاك واتعصى
- طيـح الفـريـج  دور

وفي الإمارات يرددن نفس الأهزوجة مع تحوير بسيط:
- يا مي يا مي يا مايه
- راعي البحر ما  باه
- يشل مزمات العومه
- وتصل على عليـاه
- أبـا وليـد  عمـي
- من خنيـره  ورداه
- ما هد خطام الصفرا
- ولا ضيع  عصـاه

ومن الأهازيج الأخرى التي تردِّدها الفتيات في الإمارات قولهن:
- يا  مريحانه  توه
- سيري وتعالي أوه
- كل البنات عرسوا
- وأنا كنينتوه

وفي العراق يمارس لعبة الأرجوحة الأطفال ذكوراً وإناثاً، ويطلب الطفل من صاحبه أن يهزَّه وتسمى هذه الحركة «الزوادة»، فيهزُّه وهو يردِّد:
- هـاي ازواده
- العبد السـاده
- بطلك مرتـه
- أوعاف أولاده
- على  السجادة

أن الأهازيج فن شعبي قديم قدم الإنسان العربي، وأنَّه سجل حافل لتاريخ الأمة يعبِّر عن مشاعرها من أفراح وأحزان، وهو سجل لعاداتها وتقاليدها ودينها. وهو مصدر غني لدراسة الحياة الاجتماعية للإنسان العربي في منطقة الخليج والجزيرة العربية.

## كتب المراجع
- ابن قيم الجوزية: زاد المعاد في هدي خير العباد، تحقيق: شعيب الأرنؤوط وعبد القادر الأرنؤوط، مؤسسة الرسالة، الطبعة الثالثة، 1419هـ/1998م.
- ابن هشام: السيرة النبوية، تحقيق: عادل أحمد عبد الموجود وعلي محمد معوض، مكتبة العبيكان، الرياض، 1418هـ/1998م.
- أحمد أبو سعد: أغاني ترقيص الأطفال عند العرب منذ الجاهلية حتى نهاية العصر الأموي، دار العلم للملايين، بيروت، لبنان، الطبعة الثانية، كانون الثاني، 1982م.
- أحمد بن علي بن حجر العسقلاني: فتح الباري شرح صحيح البخاري، دار السلام، الرياض، دار الفيحاء، دمشق، د. ت.
- أحمد سويلم: أطفالنا في عيون الشعراء، دار المعارف، القاهرة،  الطبعة الثانية، د.ت.
- أنور عليان أبو سويلم (د.) ومحمد علي الشوابكة (د.) (تحقيق): ديوان امرئ القيس وملحقاته، مركز زايد للتراث والتاريخ، الإمارات، 1421هـ/ 2000م.
- بلدية دبي: الأغاني والرقصات الشعبية، 1996م.
- جار الله محمود الزمخشري: أساس البلاغة، دار صادر، بيروت، 1399هـ/1979م.
- حسن سالم باصدِّيق: في التراث الشعبي اليمني، مركز الدراسات والبحوث اليمني، صنعاء، اليمن، الطبعة الأولى، 1414هـ-1993م.
- حسين نصار (د.): الشعر الشعبي العربي، منشورات اقرأ، بيروت، الطبعة الثانية، 1400هـ/1980م.
- حصة السيد زيد الرفاعي (د.): أغاني البحر- دراسة فلكلورية، ذات السلاسل، الكويت، الطبعة الأولى، 1406هـ-1985م.
- رفعت محمد خليفة دويب: أغاني الأعراس في دولة الإمارات العربية المتحدة، وزارة الإعلام والثقافة، الإمارات العربية المتحدة، الطبعة الأولى، 1982م.
- السيد أحمد الهاشمي: ميزان الذهب في صناعة شعر العرب، تحقيق: د. حسني عبد الجليل يوسف، مكتبة الآداب، القاهرة، 1418هـ/1997م.
- السيد حافظ الأسود (د.): الأدب الشعبي، ضمن كتاب: التراث الشعبي، دار القلم، دبي، 1417هـ/1997م.
- صلاح علي المدني وكريم علي العريض: من تراث البحرين الشعبي، د. ن، البحرين، الطبعة الثانية، 1994م.
- ظمياء كاظم الكاظمي: من فلكلور الخليج العربي والجزيرة العربية، جامعة البصرة، مركز دراسات الخليج العربي، شعبة الدراسات الفلكلورية، الطبعة الأولى، 1981م.
- عبيد راشد بن صندل: الألعاب والأهازيج في دولة الإمارات العربية المتحدة، الناشر، والبلد، وسنة النشر غير مبينة.
- علي إبراهيم الدرورة: الأهازيج الشعبية في الخليج العربي، مركز زايد للتراث والتاريخ، الطبعة الأولى، 1421هـ-2000م.
- فوزية طارش أرحمه: الأغاني الشعبية للأطفال والنساء في دولة الإمارات العربية المتحدة، رواق عوشة بنت حسين الثقافي، الطبعة الأولى، 1994م.
- الفيروزأبادي: القاموس المحيط، مؤسسة الرسالة، بيروت، الطبعة الثانية، 1407هـ/1987م.
- محمد ناصر الدين الألباني: آداب الزفاف في السنة المطهرة، المكتب الإسلامي، بيروت، 1409هـ.
- النسائي: سنن النسائي بشرح الحافظ جلال الدين السيوطي، دار الكتاب العربي، بيروت، د. ت.

مواد سمعية:
- محمد عبد القادر بامطرف: نظرات في شعر الغزل عند المحظار، محاضرة ألقاها في مقر جمعية اتحاد الأدباء الشباب بالشحر، اليمن. شريط سمعي، تاريخ المحاضرة غير مبين، إلا أن المحاضر توفي سنة 1988م.